# گالی-بوزات
گالی-بوزات (انگلیسی: Galey-Buzat) یک شهرک در شهرستان استرلیباشفسکی استان باشقیرستان کشور روسیه است.